# Elimaea nigrosignata
Elimaea nigrosignata är en insektsart som beskrevs av Bolívar, I. 1900. Elimaea nigrosignata ingår i släktet Elimaea och familjen vårtbitare. Inga underarter finns listade i Catalogue of Life.